# Palmers Department Store
Palmers Department Store was een kleine onafhankelijke warenhuisketen in familiehanden in Great Yarmouth, Norfolk. De onderneming claimt dat het het langst bestaande onafhankelijk warenhuis van het land is.

## Geschiedenis
De geschiedenis van Palmers gaar terug tot juni 1837 toen Garwood Burton Palmer een kleine linnen- en stoffenhandel opende in Great Yarmouth Market Place. In 1844 trad zijn jongere broer Nathaniel Palmer tot de onderneming. In 1888 overleed Garwood Palmer op 73-jarige leeftijd, waarna de onderneming in handen van de zonen van Nathaniel Palmers kwam en bekend werd onder de naam Palmer Brothers. De winkel was in 1902 het eerste gebouw in Great Yarmouth dat elektrisch werd verlicht.
Palmers heeft twee grote branden en bomschade overleefd. Palmers is nog steeds in handen van nazaten van de oorspronkelijke oprichter. In de afgelopen decennia breidde de keten uit door overnames in Bury St Edmunds, Dereham en Lowestoft. Daarnaast was er nog een winkel in Red Lion Street, Norwich.
In 2012 werd een blauwe plaquette aangebracht aan de buitenkant van de Conservative Club van Gorleston-on-Sea door de Great Yarmouth Local History and Archaeological Society, ter herinnering aan de voormalige woning van de oprichter Garwood Burton Palmer.
In 2014 werd het filiaal in Dereham verkocht aan Basil Todd. Het sloot in maart 2015.
In 2018 werden de resterende twee winkels van Palmers (Great Yarmouth, in Norfolk en Lowestoft, in Suffolk), overgenomen door Beales Department Stores. Hiermee kwam een einde aan de 180-jarige familiebezit van Palmers. Toen Palmers werd verkocht, werd een aanzienlijk verlies genomen door de voormalige eigenaar van de keten, die zich realiseerde dat er geen toekomst was voor het zelfstandige warenhuis. 
De gebouwen die Palmers bezat werden verkocht, Lowestoft voor £ 830.000 en Great Yarmouth voor £ 1,5 miljoen en werden vervolgens terug verhuurd aan Palmers. Toen de keten aan Beales werd verkocht, werden ook de huurovereenkomsten overgenomen en werd Palmers een handelsnaam van Beales. 
Op 20 januari 2020 vroeg Beales uitstel van betaling aan na aanhoudende verliezen. Palmers overleefde de eerste reorganisatieronde die op 9 februari 2020 werd aangekondigd, maar later werd op 18 februari 2020 aangekondigd dat alle Beales-winkels moesten sluiten. Begin maart 2020 werd bevestigd dat de winkel in Great Yarmouth op 15 maart 2020 zou sluiten en de verwachting was dat de winkel in Lowestoft eind maart, begin april zou sluiten. Vanwege de uitbraak van het coronavirus werd dit vervroegd en de winkel sloot in lijn met andere Beales-winkels op 18 maart 2020, hierna hield de naam Palmers, net als bij Beales, op te bestaan en eindigde 183 jaar handel.